# Paul-Henri Mathieu
Paul-Henri Mathieu (12 de enero de 1982) es un exjugador de tenis nacido en Estrasburgo, Francia.

## Títulos (5; 4+1)

### Individuales (4)
| Leyenda                                                  |
| Grand Slam (0)                                           |
| ATP Wourld Tour Final (0)                                |
| ATP Masters 1000 (0)                                     |
| ATP World Tour 500 series (0)                            |
| ATP International Series / ATP World Tour 250 series (4) |

| N.º | Fecha                    | Torneo     | Superficie    | Oponente en la final | Resultado     |
| --- | ------------------------ | ---------- | ------------- | -------------------- | ------------- |
| 1.  | 30 de septiembre de 2002 | Moscú      | Moqueta (i)   | Sjeng Schalken       | 4-6, 6-2, 6-0 |
| 2.  | 7 de octubre de 2002     | Lyon       | Moqueta (i)   | Gustavo Kuerten      | 4-6, 6-3, 6-1 |
| 3.  | 29 de abril de 2007      | Casablanca | Tierra batida | Albert Montañés      | 6-1, 6-1      |
| 4.  | 15 de julio de 2007      | Gstaad     | Tierra batida | Andreas Seppi        | 6-7, 6-4, 7-5 |

#### Finalista en individuales (6)
| N.º | Fecha                    | Torneo      | Superficie    | Oponente en la final  | Resultado        |
| --- | ------------------------ | ----------- | ------------- | --------------------- | ---------------- |
| 1.  | 22 de septiembre de 2003 | Palermo     | Tierra batida | Nicolás Massú         | 6-1, 2-6, 6-7(0) |
| 2.  | 8 de octubre de 2007     | Moscú       | Dura (i)      | Nikolay Davydenko     | 5-7, 6-7(9)      |
| 3.  | 29 de septiembre de 2008 | Metz        | Dura (i)      | Dmitry Tursunov       | 6-7(6), 6-1, 4-6 |
| 4.  | 20 de julio de 2009      | Hamburgo    | Tierra batida | Nikolay Davydenko     | 4-6, 2-6         |
| 5.  | 8 de agosto de 2015      | Kitzbühel   | Tierra batida | Philipp Kohlschreiber | 6-2, 2-6, 2-6    |
| 6.  | 7 de febrero de 2016     | Montpellier | Dura (i)      | Richard Gasquet       | 5-7, 4-6         |

### Clasificación en torneos del Grand Slam
| Torneo          | 2011 | 2010 | 2009 | 2008 | 2007 | 2006 | 2005 | 2004 | 2003 | 2002 | Títulos | G-P  |
| --------------- | ---- | ---- | ---- | ---- | ---- | ---- | ---- | ---- | ---- | ---- | ------- | ---- |
| Australian Open | -    | -    | 2R   | 4R   | 1R   | 4R   | 1R   | -    | -    | 1R   | 0       | 7-6  |
| Roland Garros   | 1R   | 1R   | 3R   | 4R   | 3R   | 3R   | 3R   | -    | 1R   | 4R   | 0       | 14-9 |
| Wimbledon       | 4R   | -    | 2R   | 3R   | 4R   | 1R   | 1R   | -    | 1R   | 2R   | 0       | 6-6  |
| US Open         | 3R   | -    | 1R   | 2R   | 1R   | 2R   | 1R   | 3R   | 1R   | 1R   | 0       | 4-8  |

### Dobles (1)
| Leyenda                                |
| Grand Slam (0)                         |
| Tennis Masters Cup (0)                 |
| ATP Masters 1000 (0)                   |
| ATP 500 (0)                            |
| ATP International Series / ATP 250 (1) |

| N.º | Fecha                    | Torneo   | Superficie    | Pareja           | Oponentes en la final                | Resultado               |
| --- | ------------------------ | -------- | ------------- | ---------------- | ------------------------------------ | ----------------------- |
| 1.  | 14 de septiembre de 2008 | Bucarest | Tierra batida | Nicolas Devilder | Mariusz Fyrstenberg Marcin Matkowski | 7-6(4), 6-7(9), [22-20] |

#### Finalista en dobles (1)
| N.º | Fecha               | Torneo   | Superficie    | Pareja        | Oponentes en la final    | Resultado        |
| --- | ------------------- | -------- | ------------- | ------------- | ------------------------ | ---------------- |
| 1.  | 19 de julio de 2010 | Hamburgo | Tierra batida | Jeremy Chardy | Marc López David Marrero | 3-6, 6-2, [8-10] |

### Challengers (1)
| N.º | Fecha               | Torneo  | Superficie | Oponente en la final | Resultado      |
| --- | ------------------- | ------- | ---------- | -------------------- | -------------- |
| 1.  | 26 de julio de 2004 | Segovia | Dura       | Nicolas Mahut        | 6-7(4) 6-4 6-4 |